# Germanodactylus
Germanodactylus (gr. "dedo alemán") es un género de pterosaurios pterodactiloideos que vivieron en lo que hoy es Alemania durante el Jurásico Superior, siendo descubierto en rocas de la Caliza de Solnhofen. Sus especímenes fueron considerados durante mucho tiempo como pertenecientes a Pterodactylus. Su cresta de la cabeza es una característica distintiva.

## Descripción
Germanodactylus se ha descrito como "similar a un cuervo" en peso. G. cristatus tenía una envergadura de 0.98 metros con un cráneo de 13 centímetros de largo, mientras que G. rhamphastinus era algo mayor, con una envergadura de 1.08 metros y un cráneo de 21 centímetros de largo. El pico era largo y estrecho con pocos o sin dientes; de sus dientes eran cortos en forma de clavija, pero en el extremo del pico no tenía; en lugar de ellos tenía un extremo córneo.

### Cresta craneal
Germanodactylus es conocido por su cresta de la cabeza, la cual tenía una porción ósea (un borde bajo que corría a lo largo del medio del cráneo, que empezaba desde dos centímetros de la parte trasera de la cabeza hasta casi la mitad del pico) y un recubrimiento de tejido blando que doblaba su altura. La parte ósea no se alzaba tanto sobre la cabeza en G. cristatus como en G. rhamphastinus. La parte de tejido blando no fue conocida al principio, siendo descrita por primera vez en 2002 por S. Christopher Bennett. Probablemente estaba compuesta de una epidermis córnea. Germanodactylus es el primer género para el cual se reportó un componente de tejido blando de la cresta, pero estructuras similares probablemente eran comunes entre los pterosaurios.

## Clasificación
Este género es poco especializado comparado con los pterosaurios del Cretácico, y ha tenido varias clasificaciones dentro de Pterosauria. Yang Zhongjian, quien nombró el género, de dio su propia familia, Germanodactylidae. Bennett incluyó este género dentro de la familia Pterodactylidae, y Alexander W.A. Kellner lo encontró como relacionado con Pterodactylus en su análisis filogenético de 2003. David M. Unwin, por otro lado, prefirió considerarlo como un dsungaripteroideo basal, un grupo que evolucionó en especializados devoradores de mariscos.

## Historia
Los primeros fósiles, impresiones del animal en piedra caliza, se descubrieron en 1892. G. cristatus está basado en el espécimen holotipo BSP 1892.IV.1, de la caliza de Solnhofen de Eichstätt, Alemania. Fue originalmente descrito por Plieninger en 1901 como un espécimen de Pterodactylus kochi, y le fue ddo su actual nombre de especie por Carl Wiman en 1925, que significa "crestado" en latín. Yang Zhongjian determinó que merecía su propio género en 1964. La segunda especie G. ramphastinus (en 1858 fue accidentalmente cambiado a rhamphastinus por Christian Erich Hermann von Meyer) fue nombrado como una especie distinta mucho antes que G. cristatus, siendo descrito por Johann Andreas Wagner en 1851 como una especie del ahora obsoleto género Ornithocephalus. El nombre de esta especie se refiere al tucán, ramphastinos en griego. Está basado en el espécimen BSP AS.I.745, un esqueleto de la levemente más reciente Caliza de Mörnsheimer de Daiting, Alemania. Peter Wellnhofer lo añadió a Germanodactylus en 1970, aunque Maisch y colaboradores han sugerido que debe tener su propio género, "Daitingopterus" David M. Unwin también ha referido diversos huesos de las extremidades y vértebras del algo más antiguo Kimmeridge Clay de Dorset, Inglaterra al género; estos hallazgos marcan la primera aparición de los pterosaurios de cola corta en el registro fósil.
Bennett sugirió en 1996 que Germanodactylus representaba el adulto de Pterodactylus, pero esto ha sido rechazado por estudios posteriores, incluyendo uno propio. La revaluación de Bennett de 2006 de Germanodactylus encontró que ambas especies eran válidas e incluidas dentro del género, con G. cristatus conocido de cuatro especímenes incluyendo dos juveniles, y G. rhamphastinus de dos ejemplares. El género difiere de otros pterosaurios por una combinación de características incluyendo una mandíbula terminada en punta, 4 a 5 dientes premaxilares y 8 a 12 dientes maxilares a cada lado de la mandíbula superior, robustos dientes maxilares que, a diferencia de Pterodactylus, no están reducidos en tamaño a medida que se alejan de la punta de la mandíbula, una fenestra nasoanteorbital el doble de larga que la ciencia ocular, y varias diferencias en sus proporciones. G. cristatus difiere de G. rhampastinus al no tener dientes en la punta de la mandíbula, teniendo menos dientes (13 a cada lado de la amndíbula superior y 12 en la inferior comparados a 16 superiores y 15 inferiores a cada lado para G. rhamphastinus).